# Porter 'n' Dolly
Porter 'n' Dolly är ett duettalbum av Porter Wagoner och Dolly Parton, släppt 1974. Fastän de båda toppat USA:s countrysingellista som soloartister flera gånger tidigare, blev "Please Don't Stop Loving Me" från detta album deras enda duetthit att toppa listan.

## Låtlista
1. Please Don't Stop Loving Me
2. The Fire That Keeps You Warm
3. Too Far Gone
4. We'd Have To Be Crazy
5. The Power of Love
6. Sixteen Years
7. Together You And I
8. Without You
9. Two
10. Sounds of Nature